# Slovany
Slovany (1927–1946 slowakisch „Sloväny“; deutsch Sloben, ungarisch Turóctótfalu – bis 1907 Szlován) ist eine Gemeinde im Norden der Slowakei mit 431 Einwohnern (Stand 31. Dezember 2024), die zum Okres Martin, einem Teil des Žilinský kraj, gehört und zur traditionellen Landschaft Turiec gezählt wird.

## Geographie

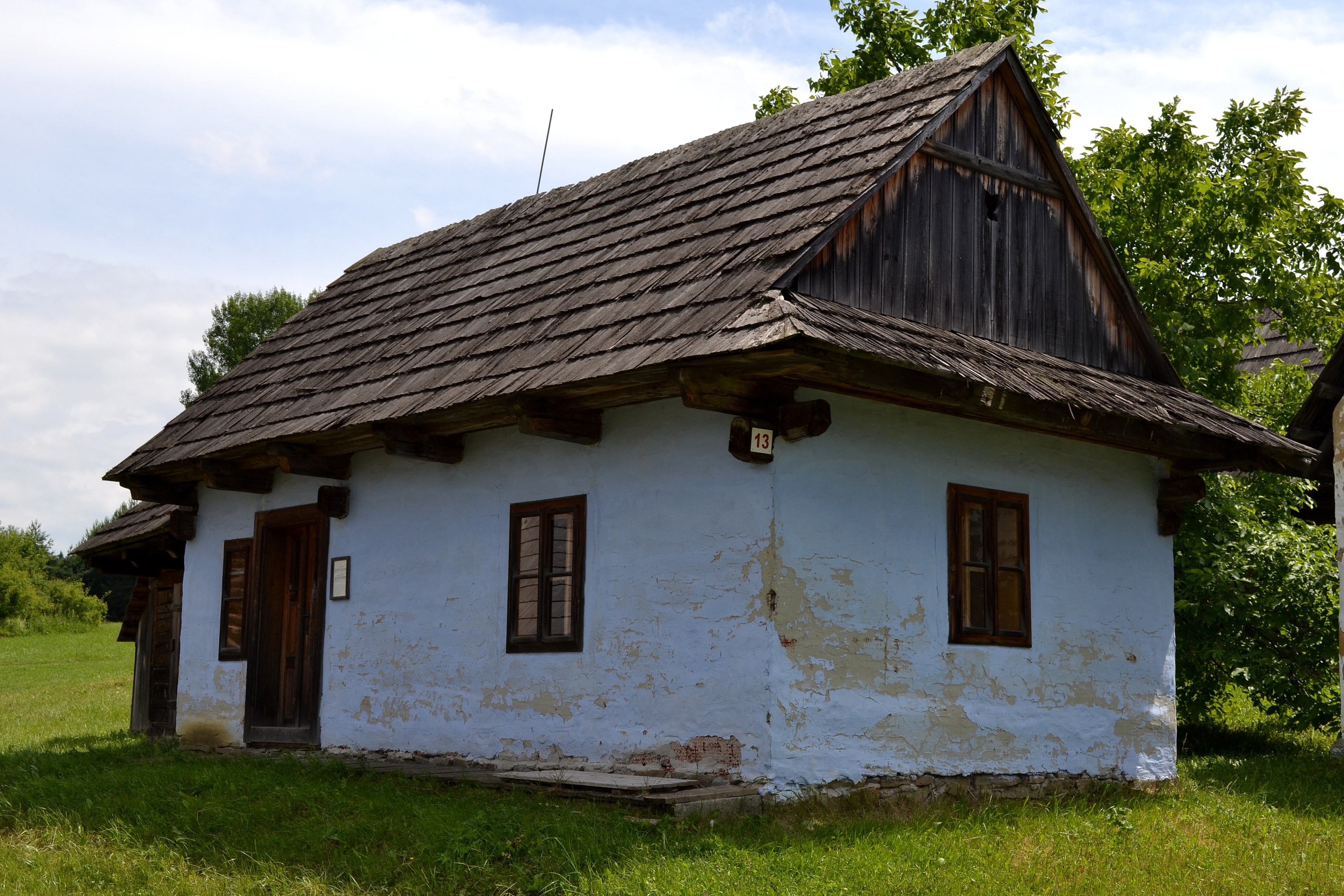
Eine Ansiedlung aus Slovany, heute im Museum des slowakischen Dorfes in Martin ausgestellt

Die Gemeinde befindet sich im Westteil des Turzbeckens (slowakisch Turčianska kotlina), entlang des Baches Vrica vor der Mündung in den Turiec. Das Ortszentrum liegt auf einer Höhe von 470 m n.m. und ist 14 Kilometer von Martin entfernt.
Nachbargemeinden sind Valča im Norden, Ležiachov im Nordosten, Ďanová im Osten sowie Kláštor pod Znievom im Süden und Westen.

## Geschichte
Der Ort entstand nahe einer alten Handelsstraße und wurde zum ersten Mal 1252 als Teil von terra quinque villarum (Gebiet der fünf Orte) schriftlich erwähnt, das in einem Schenkungsakt von Béla IV. dem Prämonstratenser-Konvent geschenkt wurde, vorher war das Dorf Teil von villa sancti Ypoliti, aus der das heutige Kláštor pod Znievom entstand. Eine weitere schriftliche Erwähnung im Jahre 1422 enthält den Dorfnamen Tothfalva. Ansonsten sind die Unterlagen zum Dorfleben im Mittelalter spärlich.
Erst im 16. Jahrhundert kam es zu Besitzänderungen mit mehreren Adelsfamilien sowie Jesuiten, allerdings wandten sich Teile der Bevölkerung wegen hoher Naturalien und Kriegswirren des 16. und 17. Jahrhunderts der Räuberei zu. Die historische Universität Tyrnau (ab 1777 in Buda) war von 1775 bis 1848 der letzte Gutsherr. 1715 wohnten in Slovany 38 Haushalte, 1785 hatte die Ortschaft 74 Häuser und 633 Einwohner, 1828 zählte man 85 Häuser und 707 Einwohner, die als Ölpresser sowie Hanf-, Leine- und Safranverarbeiter beschäftigt waren.
Bis 1918 gehörte der im Komitat Turz liegende Ort zum Königreich Ungarn, kam danach zur Tschechoslowakei beziehungsweise heute Slowakei.

## Bevölkerung
| Jahr                | 1994 | 2004    | 2014     | 2024    |
| ------------------- | ---- | ------- | -------- | ------- |
| Anzahl der Personen | 375  | 410     | 455      | 431     |
| Unterschied         |      | +9,33 % | +10,97 % | −5,27 % |

| Jahr                | 2023 | 2024    |
| ------------------- | ---- | ------- |
| Anzahl der Personen | 426  | 431     |
| Unterschied         |      | +1,17 % |

Nach der Volkszählung 2011 wohnten in Slovany 421 Einwohner, davon 397 Slowaken, zwei Tschechen sowie jeweils ein Deutscher, Magyare und Mährer. 19 Einwohner machten keine Angabe zur Ethnie.
273 Einwohner bekannten sich zur römisch-katholischen Kirche, 73 Einwohner zur Evangelischen Kirche A. B. sowie jeweils ein Einwohner zu den Baptisten, zur altkatholischen Kirche, zur evangelisch-methodistischen Kirche und der tschechoslowakischen hussitischen Kirche; ein Einwohner gab eine andere Konfession an. 33 Einwohner waren konfessionslos und bei 37 Einwohnern wurde die Konfession nicht ermittelt.

## Bauwerke und Denkmäler
- römisch-katholische Michaelskirche im neogotischen Stil aus dem Jahr 1896
- evangelische Kirche aus dem Jahr 1934
- Annakapelle aus dem 18. Jahrhundert
- Kapelle Sieben Schmerzen Mariens aus dem 18. Jahrhundert